# Europeiska inomhusspelen i friidrott 1968
De tredje ”europamästerskapen” i friidrott inomhus genomfördes 1968 i Madrid i Spanien. 1966 – 1969 gick tävlingarna under beteckningen Europeiska inomhusspelen, men från och med 1970 används begreppet Europamästerskapen i friidrott inomhus.

## Medaljörer, resultat

### Herrar
50 m
- 1 Jobst Hirscht, Västtyskland  – 5,8
- 2 Bob Frith, Östtyskland  – 5,8
- 3 Günther Gollos, Östtyskland – 5,8

400 m
- 1 Andrzej Badenski, Polen  – 47,1
- 2 Aleksandr Bratsjikov, Sovjetunionen   – 47,3
- 3 Jan Balachowski, Polen  – 47,3

800 m
- 1 Noel Carroll, Irland – 1.56,7
- 2 Alberto Estebán, Spanien – 1.57,7
- 3 Sergej Krychok, Sovjetunionen – 1.58,1

1 500 m
- 1 John Whetton, Storbritannien – 3.51,0
- 2 José María Morera, Spanien  – 3.51,7
- 3 Igor Potaptjenko, Sovjetunionen – 3.51,9

3 000 m
- 1 Viktor Kudinskij, Sovjetunionen - 8.10,3
- 2 Bernd Diessner, Östtyskland – 8.11,0
- 3 Wolfgang Zur, Västtyskland – 8.11,8

50 m häck
- 1 Eddy Ottoz, Italien – 6,6
- 2 Günther Nickel, Västtyskland – 6,7
- 3 Milan Kotík, Tjeckoslovakien – 6,7

4 x 364 m
- 1 Polen – 2.48,9
- 2 Västtyskland – 2.49,7
- 3 Sovjetunionen – 2.51,1

3 x 1 000 m
- 1 Sovjetunionen – 7.13,6
- 2 Spanien – 7.23,6
- 3 Tjeckoslovakien – 7.40,2

Höjdhopp
- 1 Valerij Skvortsov, Sovjetunionen – 2,17
- 2 Valentin Gavrilov, Sovjetunionen – 2,17
- 3 Bernhard Stierle, Västtyskland – 2,14

Stavhopp
- 1 Wolfgang Nordwig, Östtyskland – 5,20
- 2 Gennadij Bliznetsov, Sovjetunionen – 5,10
- 3 Jörge Milack, Östtyskland – 5,00

Trestegshopp
- 1 Nikolaj Dudkin, Sovjetunionen – 16,71
- 2 Viktor Sanjejev, Sovjetunionen – 16,69
- 3 Luis Felipe Areta, Spanien – 16,47

Kulstötning
- 1 Heinfried Birlenbach, Västtyskland – 18,65
- 2 Wladyslaw Komar, Polen – 18,40
- 3 Nikolaj Karasjov, Sovjetunionen – 18,35

### Damer
50 m
- 1 Sylviane Telliez, Frankrike – 6,3
- 2 Erika Rost, Västtyskland  – 6,4
- 3 Hannelore Trabert, Västtyskland – 6,4

400 m
- 1 Natalja Petjonkina, Sovjetunionen – 55,3
- 2 Gisela Köpke, Västtyskland – 56,2
- 3 Tatjana Arnautova, Sovjetunionen – 56,3

800 m
- 1 Karin Burneleit, Östtyskland – 2.07,6
- 2 Alla Kolesnikova, Sovjetunionen – 2.08,3
- 3 Valentina Lukjanova, Sovjetunionen – 2.09,4

50 m häck
- 1 Karin Balzer, Östtyskland – 7,1
- 2 Bärbel Weidlich, Östtyskland – 7,1
- 3 Ljudmila Ijevleva, Sovjetunionen – 7,1

4 x 182 m
- 1 Västtyskland – 1.28,8

(Endast ett lag fullföljde)
Höjdhopp
- 1 Rita Schmidt, Östtyskland  – 1,84
- 2 Virginia Bonci, Rumänien – 1,76
- 3 Antonina Okorokova, Sovjetunionen – 1,76

Längdhopp
- 1 Berit Berthelsen, Norge  – 6,43
- 2 Bärbel Löhnert, Östtyskland – 6,23
- 3 Viorica Viscopoleanu, Rumänien – 6,23

Kulstötning
- 1 Nadezjda Tjizjova, Sovjetunionen  – 18,18
- 2 Margitta Gummel, Östtyskland  – 17,62
- 3 Marita Lange, Östtyskland  – 17,19

## Medaljfördelning
| Medaljfördelning |                 |      |        |       |        |
| Plats            | Land            | Guld | Silver | Brons | Totalt |
| 1                | Sovjetunionen   | 7    | 6      | 8     | 21     |
| 2                | Östtyskland     | 4    | 5      | 3     | 12     |
| 3                | Västtyskland    | 2    | 1      | 0     | 3      |
| 4                | Italien         | 3    | 4      | 3     | 2      |
| 5                | Irland          | 1    | 0      | 0     | 1      |
|                  | Italien         | 1    | 0      | 0     | 1      |
|                  | Storbritannien  | 1    | 0      | 0     | 1      |
|                  | Frankrike       | 1    | 0      | 0     | 1      |
|                  | Norge           | 1    | 0      | 0     | 1      |
| 10               | Spanien         | 0    | 3      | 1     | 4      |
| 11               | Rumänien        | 0    | 1      | 1     | 2      |
| 12               | Tjeckoslovakien | 0    | 0      | 2     | 2      |
| 13               | Sverige         | 0    | 0      | 1     | 1      |